# Larshöga Jonke
Jon Abraham Andersson, kallad Larshöga Jonke eller Lassa Jonke, född 28 januari 1838 i Stöde, död 12 juni 1908 i Selånger, var en svensk spelman på fiol från Medelpad.
Larshöga Jonke var bosatt i Fanbyn i Stöde socken och hade Spel Jöns från Stöde som läromästare. Han var själv läromästare till Ante Sundin och mycket av Sundins repertoar hade han efter Larshöga Jonke. Han beskrivs ha haft en kraftfull spelstil som ofta ackompanjerades av att han stampade takten hårt och ibland följde melodin med ett dovt morrande i halsen.
Larshöga Jonke ansågs vara något av en klok gubbe och utgav sig för att kunna bota värk och andra krämpor. Han använde även sin påstådda kunskap i övernaturliga krafter till att freda sin fiol; bland annat kunde man bevara strängarna på fiolen från trolltyg genom att läsa en välsignelse i vartdera ljudhål på fiolen samt tre gånger på fiolryggen.
En brudmarsch efter Larshöga Jonke (SvL 187) finns inspelad av Jan Johansson på Jazz på svenska under namnet Brudmarsch efter Larshöga Jonke. En polska efter Ante Sundin efter Larshöga Jonke (SvL 196) finns också inspelad av Draupner under namnet Ante Sundin och utgör första spåret deras första album Draupner (2001). Denna inspelning användes bland annat i en reklamfilm från 2002 för Bregott.